# 安冬 (原空政歌手)
安冬，中国女歌手，彝族，曾为空政文工团歌唱演员，参加过央视1987、1989、1991年春晚的演出。

## 生平
安冬出生于四川的一个彝族家庭，父亲是贵阳七中的数学老师，母亲是贵阳二中的校医。安冬曾在上海音乐学院进修。安冬曾是中国人民解放军空军政治工作部文工团的歌唱演员，因演唱《是你给我爱》成名。1985年，安冬与国家航空部摄影师阎庆勇在北京结婚。阎庆勇是羽毛球运动员李玲蔚丈夫的弟弟，因此安冬与李玲蔚成为妯娌。1991年，安冬与李玲蔚在北京东四合资开办好运羽毛球俱乐部。1992年，安冬与阎庆勇离婚，两人并无子女。后来，安冬再婚并移居美国。
安冬曾参加中国中央电视台1987年中国中央电视台春节联欢晚会、1989年中国中央电视台春节联欢晚会和1991年中国中央电视台春节联欢晚会的演出，节目分别为与他人合作《民族团结大联唱》、独唱《是你给我爱》和独唱《闪光的心灵》。

## 奖项
1988年，安冬获得全国青年歌手电视大奖赛专业组通俗唱法二等奖（银奖）。

## 作品
安冬的代表歌曲有《是你给我爱》、《太阳出来喜洋洋》、《爱我中华》、《闪光的心灵》等。此外，安冬还曾出演1991年刘国权执导的电影《君子复仇》。